# Lidia Zgajewska
Lidia Zgajewska (ur. 12 listopada 1961 w Grodkowie) – polska hokeistka na trawie, olimpijka z Moskwy 1980.
Zawodniczka grająca w ataku. Reprezentowała kluby Rolnik Skoroszyce, Polar Wrocław (w latach 1981-1984), oraz AZS UŚ Katowice.
Wielokrotna mistrzyni Polski:
- na otwartym boisku w latach 1982, 1983, 1985, 1986,
- w hali 1982, 1983.

W sezonie 1986 zdobyła "Złotą laskę" dla najskuteczniejszego strzelca w rozgrywkach ligowych.
W reprezentacji Polski (w latach 1979-1988) rozegrała 70 spotkań w których strzeliła 9 bramek.
Brała udział w igrzyskach olimpijskich w Moskwie w których polska drużyna zajęła 6. miejsce.